# IC 259
IC 259 ist eine linsenförmige Galaxie vom Hubble-Typ SB0/a im Sternbild Perseus am Nordsternhimmel. Sie ist schätzungsweise 278 Millionen Lichtjahre von der Milchstraße entfernt und hat einen Durchmesser von etwa 50.000 Lichtjahren. Gemeinsam mit IC 258 bildet sie das Galaxienpaar KPG 79.

Im selben Himmelsareal befinden sich u. a. die Galaxien NGC 1086 und NGC 1106.
Das Objekt wurde am 3. September 1891 von US-amerikanischer Astronomen Sherburne Wesley Burnham entdeckt.